# 久我敦通
久我 敦通（こが あつみち）は、日本の戦国時代から安土桃山時代にかけての公卿。主に正親町天皇（106代）・後陽成天皇（107代）の二代にわたり朝廷に仕え、官位は正二位権大納言まで昇った。父は久我通堅。母は佐々木氏。初名は吉通、季通。一字名は橘。号は円徳院。久我家21代。

## 生涯
永禄9年（1566年）に叙爵。
永禄11年（1568年）に父が目々典侍との密通の風聞がたったことで正親町天皇の勅勘を被り、京都から追放され、元亀4年（1573年）には祖父の晴通が将軍・足利義昭の京都追放に同行してしまう。
その後、天正3年（1575年）3月に祖父が、翌4月には父が客死してしまうが、織田信長の配慮で家督継承が認められて、11月には信長から所領の安堵を受けた。
以降累進し、天正6年（1578年）に従三位に達して公卿に列した。
天正10年（1582年）に権大納言、天正15年（1587年）に従二位となる。
文禄4年（1595年）より武家伝奏となり、朝廷と豊臣氏との取り次ぎに活躍。豊臣家からも信頼を受けて、しばしば加増を受けている。
慶長4年（1599年）、長橋局との密通の風聞がたったことで、子の通世とともに後陽成天皇の勅勘を被り、京都から追放されている。

## 系譜
- 父：久我通堅
- 母：佐々木氏
- 正室：興春院 - 久我晴通の娘、離別後、小倉季藤室
  - 男子：久我通世（1583-1615） - 息子季通は梅渓家祖
  - 女子：豊臣秀頼に侍す
- 生母不詳
  - 男子：久我通前（1591-1635） - 兄通世養子、久我家を継ぐ
  - 男子：久世通式（1593-1628） - 久世家祖